# 天岩戸温泉
天岩戸の湯（あまのいわとのゆ）は、宮崎県西臼杵郡高千穂町にある銭湯。

## データ

### 施設
- 休業日：毎週水曜日　（祝日の場合は前日）
- その他：休憩室、あまのいわと茶屋清風明月（お食事処）など
- 駐車場：60台

## アクセス
- 自動車：高千穂町街地から約15分、延岡市から国道218号経由で約70分、熊本市から約100分、福岡市から約3時間40分。

## 周辺
- 千人の蔵
- 天岩戸神社
- 高千穂温泉
- 九州山地
- 大分県道・宮崎県道7号緒方高千穂線
- ジョイフル